# Tarek Hamed
Tarek Hamed (arab. طارق حامد; ur. 24 października 1988 w Kairze) – egipski piłkarz grający na pozycji defensywnego pomocnika. Od 2023 roku jest zawodnikiem saudyjskiego klubu Damac FC.

## Kariera piłkarska
Swoją karierę piłkarską Hamed rozpoczął w klubie Tala’ea El-Gaish SC. W sezonie 2009/2010 zadebiutował w nim w pierwszej lidze egipskiej. W 2010 roku przeszedł do klubu Smouha SC, w którym zadebiutował 5 sierpnia 2010 w przegranym 0:1 wyjazdowym meczu z El-Entag El-Harby SC. W sezonie 2013/2014 wywalczył ze Smouhą wicemistrzostwo Egiptu.
Latem 2014 przeszedł do stołecznego Zamaleku. W sezonie 2014/2015 wywalczył z Zamalekiem dublet - mistrzostwo oraz Puchar Egiptu. W sezonie 2015/2016 został wicemistrzem kraju i ponownie sięgnął po puchar kraju. W październiku 2016 wystąpił z Zamalekiem w finale Ligi Mistrzów, w przegranym dwumeczu z Mamelodi Sundowns (0:3, 1:0). W sezonie 2017/2018 ponownie zwyciężył z Zamalekiem w finale Pucharu Egiptu.
| Sezon   | Klub                | Kraj  | Rozgrywki | Mecze | Gole |
| ------- | ------------------- | ----- | --------- | ----- | ---- |
| 2009/10 | Tala’ea El-Gaish SC | Egipt | I liga    | 3     | 0    |
| 2010/11 | Smouha SC           | Egipt | I liga    | 27    | 0    |
| 2011/12 | Smouha SC           | Egipt | I liga    | 14    | 0    |
| 2012/13 | Smouha SC           | Egipt | I liga    | 16    | 0    |
| 2013/14 | Smouha SC           | Egipt | I liga    | 18    | 0    |
| 2014/15 | Zamalek SC          | Egipt | I liga    | 24    | 1    |
| 2015/16 | Zamalek SC          | Egipt | I liga    | 27    | 0    |
| 2016/17 | Zamalek SC          | Egipt | I liga    | 23    | 1    |
| 2017/18 | Zamalek SC          | Egipt | I liga    | 31    | 0    |

## Kariera reprezentacyjna
W reprezentacji Egiptu Hamed zadebiutował 7 marca 2013 roku w przegranym 1:3 towarzyskim meczu z Katarem, rozegranym w Dosze. W 2017 roku został powołany do kadry Egiptu na Puchar Narodów Afryki 2017. Tam był podstawowym zawodnikiem Egiptu i wystąpił w sześciu meczach: grupowych z Mali (0:0), z Ugandą (1:0) i z Ghaną (1:0), ćwierćfinałowym z Marokiem (1:0) i półfinałowym z Burkina Faso (1:1, k. 4:3). Wraz z Egiptem wywalczył wicemistrzostwo kontynentu.
W 2018 roku powołano go do kadry na Mistrzostwa Świata w Rosji. Rozegrał na nim jeden mecz, z Urugwajem (0:1).